# Universidad San Raffaele
La Universidad San Raffaele o Universidad Vita-Salute San Raffaele (en italiano: Università Vita-Salute San Raffaele, UniSR) es una universidad privada en Milán, Italia. Fue fundada en 1996 y está organizada en torno a tres áreas: Medicina, Filosofía y Psicología. Está asociada al Hospital San Raffaele.

## Historia
La Universidad San Raffaele fue creada en 1996 sobre el Departamento de Psicología y Ciencia cognitiva, fundado por Massimo Piattelli-Palmarini en 1993. En un principio, se orientó hacia la investigación en neurología, neurocirugía, diabetología o biología molecular, entre otros campos del conocimiento. Desde entonces, ha ido ampliando los campos de la investigación hacia otras Ciencias Cognitivas y la Filosofía. En 1999, se creó el nuevo Departamento de Filosofía. Entre los temas que se estudian en esta universidad, junto a los problemas clínicos, son: filosofía de la ciencia, percepción, visión, biolingüística o gramática generativa. Aunque la Universidad San Raffaele es una universidad privada, todos sus profesores se han sometido a una selección nacional, como el resto de profesores universitarios de Italia. Como ocurre en la Universidad Católica o la Universidad Bocconi en Milán.
La Facultad de Medicina y Cirugía oferta cursos en Medicina y Cirugía o en Biotecnología con una carga importante de prácticas en laboratorio. Igualmente, los cursos de Enfermería y Fisioterapia llevan aparejada una intensa formación clínica. Además de estas enseñanzas, la Universidad Vita-Salute San Raffaele cuenta también con un Programa de Médicos en Formación.
En 2010 la Universidad San Raffaele inauguró el nuevo programa MD Internacional, diseñado para fomentar un nuevo tipo de médico en un mundo globalizado. El curso es totalmente en inglés y ofrece un plan de estudios innovador. Está previsto que la mitad de los alumnos procedan de la Unión Europea, mientras que la otra mitad serán alumnos de fuera de la UE.
El 18 de julio de 2011, el periódico italiano Il Sole 24 Ore otorgó a la Universidad Vita-Salute San Raffaele el galardón a la universidad privada más destacada.
La Universidad cuenta con dos residencias de estudiantes: Cascina Melghera y Cassinella.

## Departamentos

### Medicina
- Grado en Medicina y Cirugía (en italiano)
- MD Internacional (en inglés)
- Grado en Enfermería
- Grado en Fisioterapia
- Diplomado en Odontología
- Grado en Biotecnología
- Grado en Medicina molecular y Biotecnología

### Psicología
- Grado en Ciencias Psicológicas
- Grado en Psicología Clínica
- Grado en Neurociencia cognitiva (Departamentos de Medicina y Filosofía)
- Grado en Ciencias de la Comunicación

### Filosofía
- Grado en Filosofía
- Curso Avanzado en Filosofía
- Programa de doctorado en Filosofía y Ciencias Cognitivas